# Marathon de Chicago 2007
Navigation
Édition précédente Édition suivante
Le Marathon de Chicago de 2007 est la 30e édition du Marathon de Chicago, aux États-Unis, qui a lieu le dimanche 7 octobre 2007. C'est le quatrième des World Marathon Majors à avoir lieu en 2007 après le Marathon de Boston, le Marathon de Londres et le Marathon de Berlin. Le Kényan Patrick Ivuti remporte la course masculine avec un temps de 2 h 11 min 11 s, terminant dans la même seconde que le Marocain Jaouad Gharib. L'Éthiopienne Berhane Adere s'impose chez les femmes en 2 h 33 min 49 s.

## Résultats

### Hommes
| Rang | Athlète                   | Nationalité  | Temps           |
| ---- | ------------------------- | ------------ | --------------- |
|      | Patrick Ivuti             | Kenya        | 2 h 11 min 11 s |
|      | Jaouad Gharib             | Maroc        | 2 h 11 min 11 s |
|      | Daniel Njenga             | Kenya        | 2 h 12 min 45 s |
| 4    | Robert Kipkoech Cheruiyot | Kenya        | 2 h 16 min 13 s |
| 5    | Benjamin Maiyo            | Kenya        | 2 h 16 min 59 s |
| 6    | Christopher Cheboiboch    | Kenya        | 2 h 17 min 17 s |
| 7    | Bong-Ju Lee               | Corée du Sud | 2 h 17 min 29 s |
| 8    | Michael Cox               | États-Unis   | 2 h 21 min 42 s |
| 9    | Jason Flogel              | États-Unis   | 2 h 26 min 34 s |
| 10   | Eric Blake                | États-Unis   | 2 h 26 min 55 s |

### Femmes
| Rang | Athlète           | Nationalité | Temps           |
| ---- | ----------------- | ----------- | --------------- |
|      | Berhane Adere     | Éthiopie    | 2 h 33 min 49 s |
|      | Adriana Pirtea    | Roumanie    | 2 h 33 min 52 s |
|      | Kate O'Neill      | États-Unis  | 2 h 36 min 15 s |
| 4    | Liz Yelling       | Royaume-Uni | 2 h 37 min 14 s |
| 5    | Benita Johnson    | États-Unis  | 2 h 38 min 30 s |
| 6    | Nuta Olaru        | Roumanie    | 2 h 39 min 04 s |
| 7    | Paige Higgins     | États-Unis  | 2 h 40 min 14 s |
| 8    | Yolanda Fernandez | Colombie    | 2 h 45 min 23 s |
| 9    | Tera Moody        | États-Unis  | 2 h 46 min 40 s |
| 10   | Kathy Butler      | Royaume-Uni | 2 h 48 min 21 s |

### Fauteuils roulants (hommes)
| Rang | Athlète | Nationalité | Temps |
| ---- | ------- | ----------- | ----- |
|      |         |             |       |
|      |         |             |       |
|      |         |             |       |

### Fauteuils roulants (femmes)
| Rang | Athlète | Nationalité | Temps |
| ---- | ------- | ----------- | ----- |
|      |         |             |       |
|      |         |             |       |
|      |         |             |       |